# Fosse de Porto Rico

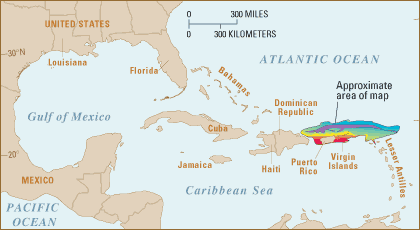
Localisation de la fosse de Porto Rico

La fosse de Porto Rico est une fosse océanique située dans l'océan Atlantique au nord de l'île de Porto Rico. Elle s'est formée il y a 70 millions d'années. Avec une profondeur moyenne de 8 300 mètres, sa partie la plus profonde est la fosse de Milwaukee (8 376 mètres).

## Topographie
La fosse de Porto Rico est allongée et forme une dépression très plate de 430 km de long. Elle se situe entre deux plaques tectoniques avec une petite partie de subduction. La plaque des Antilles se déplace vers l'Est, tandis que la plaque nord-américaine se déplace vers l'ouest. La plaque nord-américaine descend sous la plaque Caraïbe (subduction) au sud de la fosse au niveau de Porto Rico et des Îles Vierges. Cette zone de subduction explique la présence de volcans actifs sur la partie sud-est de la mer des Caraïbes. L'activité volcanique est fréquente le long du Sud-Est de l'île de Porto Rico jusqu'à la côte de l'Amérique du Sud. Plusieurs fissures ont été détectées près du bord, ce qui suggère que le processus d'effondrement se poursuit aujourd'hui.

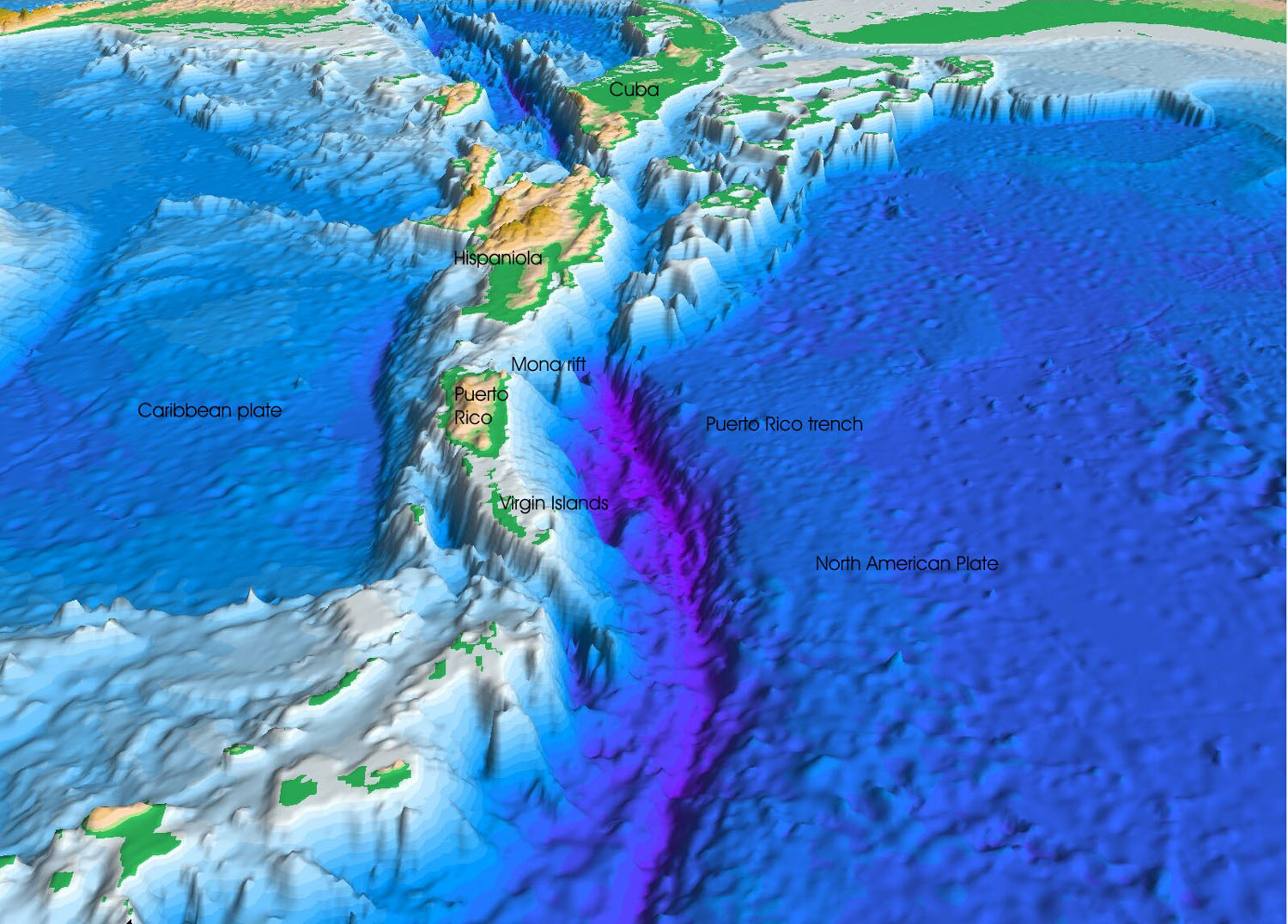
Vue en perspective du plancher océanique de l'océan Atlantique et de la mer des Caraïbes. Les Petites Antilles sont sur le côté inférieur gauche de la vue et la Floride est en haut à droite.

 Le fond de mer violet au centre de la vue correspond à la fosse de Porto Rico, au plus profond de l'océan Atlantique.
Un volcan de boue, qui crache de la boue saturée sur une distance de 10 km, a été découvert à une profondeur de 7 900 m.
Un système de grande faille, qui est similaire à celui de San Andreas en Californie, a été découvert en eaux très profondes à proximité de la tranchée. Une grande partie du glissement horizontal entre les plaques nord-américaine et des Caraïbes se produit le long de cette faille. La faille a été nommée d'après le Dr Elizabeth Bunce, un pionnier de géophysique marine qui a enquêté sur cet environnement difficile dans les années 1950.
Porto Rico, les Îles Vierges et la République dominicaine n'ont pas de volcans actifs, mais sont des zones à risque pour les séismes et les tsunamis. La fosse de Porto Rico est capable de produire des séismes de magnitude supérieure à 8,0.
- Le 11 mai 1910, un tremblement de terre majeur a touché plusieurs villes de République dominicaine.
- Le 11 octobre 1918, un tremblement de terre, mesuré à 7,5 sur l'échelle de Richter en République dominicaine et 7 sur la côte ouest de Porto Rico, dont l'épicentre se situait à proximité de l'île de Mona, a provoqué un tsunami et des mouvements de panique.
- Le 4 août 1946, un tremblement de terre de 8.1 sur l'échelle de Richter a dévasté la République dominicaine et créé un gigantesque tsunami.
- En 1953, la ville de Saint-Domingue en République dominicaine, a été touchée par un tremblement de terre.
- En 1981, un tremblement de terre a frappé Porto Rico.
- En 1985, les villes de Cayey et Salinas ont été touchées.
- Depuis 1961, les séismes les plus importants sont restés à une amplitude de 6 à 6,8 sur l'échelle de Richter. La zone de subduction de la fosse de Porto Rico n'a pas rompu depuis plus de 200 ans et est une préoccupation majeure pour les géophysiciens.

Porto Rico est l'un des sujets de préoccupation des sismologues car, au-delà de l'épisode 1918, il a été recensé de fréquents cas de tremblements de terre dans l'île et autour de l'île.

## Sensibilisation du public
Les risques de séisme et de tsunami ne sont pas connus du grand public dans les îles situées à proximité de la fosse. Depuis 1988, la Société portoricaine de sismologie a essayé d'utiliser les médias afin d'informer la population sur un risque de séisme qui pourrait entraîner une catastrophe dans cette région du monde.
À la suite du tsunami de 2004 qui a touché plus de quarante pays dans l'Océan Indien, beaucoup plus de personnes craignent qu'un tel événement puisse arriver dans les Caraïbes. Les gouvernements locaux ont mis en place un plan d'urgence. À Porto Rico et dans les îles Vierges américaines, le gouvernement des États-Unis, qui étudie le problème depuis des années, a mené des enquêtes sismologiques et accompagné le développement de systèmes d'alerte aux tsunamis. En 2007, l'étude la plus récente, menée par le United States Geological Survey, a démontré une probabilité élevée d'une secousse majeure dans la région entre 33 et 55 %.